# Dayton (New Jersey)
Dayton ist eine Siedlung und Census-designated place innerhalb der Gemeinde South Brunswick im Middlesex County, New Jersey, USA. Bei der Volkszählung von 2000 wurde eine Bevölkerungszahl von 6.235 registriert.

## Geographie
Nach dem amerikanischen Vermessungsbüro hat die Ortschaft eine Gesamtfläche von 5,5 km2, wobei keine Wasserflächen miteinberechnet sind.

## Demographie
Nach der Volkszählung von 2000 gibt es 6235 Menschen, 2061 Haushalte und 1690 Familien in der Stadt. Die Bevölkerungsdichte beträgt 1130,2 Einwohner pro km2. 61,54 % der Bevölkerung sind Weiße, 9,90 % Afroamerikaner, 0,22 % amerikanische Ureinwohner, 25,04 % Asiaten, 0,05 % pazifische Insulaner, 1,30 % anderer Herkunft und 1,96 % Mischlinge. 5,15 % sind Latinos unterschiedlicher Abstammung.
Von den 2061 Haushalten haben 52,7 % Kinder unter 18 Jahre. 68,9 % davon sind verheiratete, zusammenlebende Paare, 10,4 % sind alleinerziehende Mütter, 18,0 % sind keine Familien, 14,3 % bestehen aus Singlehaushalten und in 3,3 % Menschen sind älter als 65. Die Durchschnittshaushaltsgröße beträgt 3,03, die Durchschnittsfamiliengröße 3,36.
31,8 % der Bevölkerung sind unter 18 Jahre alt, 6,0 % zwischen 18 und 24, 37,3 % zwischen 25 und 44, 19,7 % zwischen 45 und 64, 5,2 % älter als 65. Das Durchschnittsalter beträgt 34 Jahre. Das Verhältnis Frauen zu Männer beträgt 100:93,2, für Menschen älter als 18 Jahre beträgt das Verhältnis 100:90,2.
Das jährliche Durchschnittseinkommen der Haushalte beträgt 79.050 USD, das Durchschnittseinkommen der Familien 83.024 USD. Männer haben ein Durchschnittseinkommen von 56.892 USD, Frauen 43.500 USD. Der Prokopfeinkommen der Stadt beträgt 28.924 USD. 2,4 % der Bevölkerung und 1,9 % der Familien leben unterhalb der Armutsgrenze, davon sind 1,5 % Kinder oder Jugendliche jünger als 18 Jahre und 2,7 % der Menschen sind älter als 65.

## Persönlichkeiten
- Sydney Schneider (* 1999), Fußballtorhüterin